# Illustrationes Plantarum Orientalium
Illustrationes Plantarum Orientalium, (abreujat Ill. Pl. Orient.), és un llibre amb il·lustracions i descripcions botàniques que va ser escrit conjuntament pels botànics Hippolyte François Jaubert & Edouard Spach. Va ser editat a París en 5 volums entre els anys 1842-1857.

## Publicació
- Volum núm. 1, 1842-1843;
- Volum núm. 2, 1844-1846,
- Volum núm. 3, 1847-1850;
- Volum núm. 4, 1850-1853;
- Volum núm. 5, 1853-1857